# Lena (Mississipi)
Lena és una població dels Estats Units a l'estat de Mississipi. Segons el cens del 2000 tenia 167 habitants.

## Demografia
Segons el cens del 2000, Lena tenia 167 habitants, 77 habitatges, i 48 famílies. La densitat de població era de 38,4 habitants per km².
Dels 77 habitatges en un 23,4% hi vivien nens de menys de 18 anys, en un 54,5% hi vivien parelles casades, en un 3,9% dones solteres, i en un 36,4% no eren unitats familiars. En el 35,1% dels habitatges hi vivien persones soles el 24,7% de les quals corresponia a persones de 65 anys o més que vivien soles. El nombre mitjà de persones vivint en cada habitatge era de 2,17 i el nombre mitjà de persones que vivien en cada família era de 2,76.
Per edats la població es repartia de la següent manera: un 21,6% tenia menys de 18 anys, un 6% entre 18 i 24, un 24% entre 25 i 44, un 28,7% de 45 a 60 i un 19,8% 65 anys o més.
L'edat mediana era de 44 anys. Per cada 100 dones de 18 o més anys hi havia 79,5 homes.
La renda mediana per habitatge era de 36.250 $ i la renda mediana per família de 45.313 $. Els homes tenien una renda mediana de 30.625 $ mentre que les dones 20.625 $. La renda per capita de la població era de 23.197 $. Entorn del 8,9% de les famílies i el 13,6% de la població estaven per davall del llindar de pobresa.

## Poblacions més properes
El següent diagrama mostra les poblacions més properes.